# Warwick Stevenson
Warwick Stevenson (né le 13 mai 1980 à Sydney) est un pilote de BMX australien. Il a été champion du monde de BMX en 2004.

## Résultats dans les principales compétitions
|                       |             | 1998 (junior) | 1999 | 2000 | 2001 | 2002 | 2003 | 2004 |
| Championnats du monde | BMX         |               |      |      |      |      |      | 1er  |
| Championnats du monde | BMX cruiser | 1er           |      |      |      |      |      |      |